# Famille Le Peletier
Pour les articles homonymes, voir Le Peletier, Peltier et Pelletier (homonymie).
La famille Le Peletier (nom également orthographié Lepeletier, Le Pelletier ou Lepelletier, même pour un même individu), est une famille subsistante de la noblesse française.
Elle compte parmi ses membres des avocats, des magistrats, des ministres, des hommes politiques dont trois députés.

## Histoire
Importante famille de noblesse de robe parisienne, originaire du Mans où les Le Peletier exerçaient la profession d'avocat au XVIe siècle.
De 1686 à la Révolution, il y eut toujours un Le Peletier président au Parlement de Paris.
La famille est membre de l'Association d'entraide de la noblesse française depuis 1952.

## Branches
Il y eut plusieurs branches :
- Le Peletier d'Aunay
- Le Peletier de Beaupré
- Le Peletier des Forts (également orthographié « Fors »)
- Le Peletier de Morfontaine (également orthographié « Mortfontaine » ou « Mortefontaine »)
- Le Peletier de Rosanbo (également orthographié « Rosambo », « Rozambo » ou « Rosambault »)
- Le Peletier de Saint-Fargeau
- Le Peletier de Souzy.
- Le Pelletier du Clary

## Personnalités

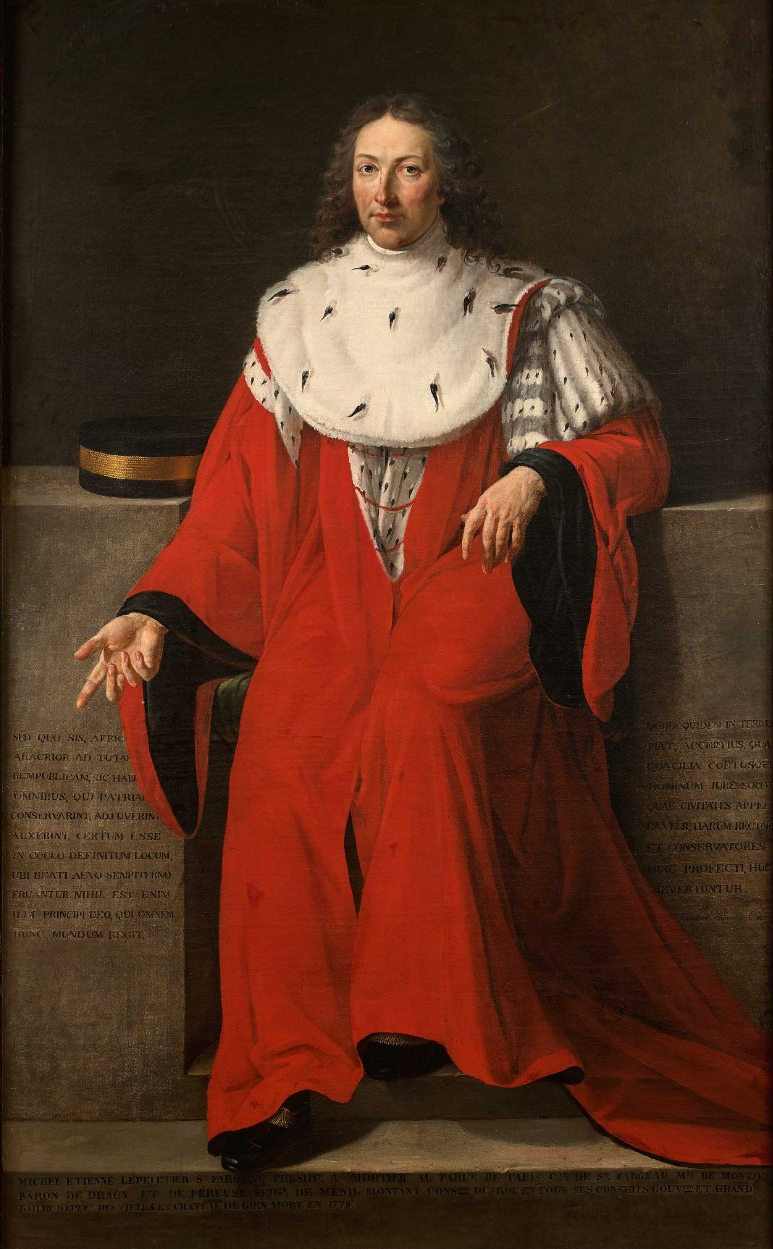
Marie-Guillemine Benoist, Portrait rétrospectif de Michel-Étienne Le Peletier de Saint-Fargeau (1736-1778), 1807, commandé par son fils Félix.

- Louis 1er (vers 1580[2]-1651), marié en 1626 avec Marie-Louise Leschassier ; secrétaire des finances de Gaston d'Orléans ; secrétaire du roi en la grande chancellerie (1637).
- Claude Le Peletier (1631-1711), fils de Louis 1er, seigneur de Villeneuve-le-Roi, Montmélian, Mortefontaine et autres lieux. Marié en 1656 avec Marguerite Fleuriau (1638-1671), fille de Charles Fleuriau, Secrétaire du roi. Prévôt des marchands de Paris (1668-1676), puis contrôleur général des finances (1683-1689), successeur de Jean-Baptiste Colbert à son décès et de François Michel Le Tellier de Louvois comme surintendant des Postes (1691-1697).
- Michel Le Peletier (1660-1706), son fils, évêque d'Angers de 1692 à 1706.
- Charles-Maurice Le Peletier (1665-1731) son autre fils abbé et supérieur de la Compagnie de Saint-Sulpice
- Michel Le Peletier de Souzy (1640-1725), également fils de Louis 1er ; directeur des fortifications.
- Félix Le Peletier de la Houssaye (1663-1723) : garde des sceaux (à partir de 1719) et contrôleur général des finances (12 décembre 1720-21 avril 1722)
- Michel Robert Le Peletier des Forts (1675-1740), fils de Michel Le Peletier de Souzy ; commissaire général des finances en 1720, puis contrôleur général des finances de 1726 à 1730.
- Charles-Étienne Le Peletier de Beaupré (1702-1785), Intendant de la généralité de Châlons ; président du Grand Conseil
- Amédée Louis Michel Le Peletier de Saint-Fargeau (1770-1845) ; entomologiste

Période de la Révolution
- Louis Le Peletier de Mortefontaine, marquis de Montmélian (1730-1799), avant-dernier prévôt des marchands de Paris (1784-1789)[3] ;
- Louis V Le Peletier de Rosanbo (né en 1747, guillotiné le 21 avril 1794), marié en 1769 avec Marguerite de Lamoignon de Malesherbes (née en 1756, guillotinée le 22 avril 1794), fille de Malesherbes — ministre de Louis XVI, puis défenseur de celui-ci lors de son procès révolutionnaire, guillotiné le 22 avril 1794 — ; président à mortier au parlement de Paris (1765).
- Louis-Michel Le Peletier de Saint-Fargeau (1760-1793), petit-fils de Michel Robert Le Peletier des Forts ; président de l'Assemblée constituante, libéral, premier assassiné politique de la Révolution ;
- Ferdinand Louis Félix Le Peletier de Saint-Fargeau (1767-1837), connu sous le nom de « comte Félix », demi-frère de Louis-Michel Le Peletier de Saint-Fargeau ; homme politique, participa à la conjuration de Babeuf, membre de la Chambre des représentants (1815) ;

Un portrait de Michel Etienne Lepeletier de Saint-Fargeau (1736-1778) en tenue officielle par Marie-Guillemine Benoist, conservé au château de Dangu, figure à la vente de la collection Pozzo di Borgo à Fontainebleau le 9 décembre 2018 (reprod. coul. dans "La Gazette Drouot" du 16/11/2018, p. 183).
Les Le Peletier de Saint-Fargeau portaient D'azur, à la croix pattée alésée d'argent, ch. d'un chevron de gueules, accosté de deux molettes de sable et acc. en pointe d'une rose d'or..

### Branche Le Peletier de Rosanbo
La famille Le Peletier de Rosanbo a été anoblie en 1624 (Conseil d'État). Au XVIIIe siècle, elle a obtenu les honneurs de la Cour. Elle est régulièrement titrée comte d'Aunay depuis 1810 et depuis 1822 marquis de Rosanbo.
Dans la lignée qui commence par Louis 1er ( -1651) et son fils Claude Le Peletier (1631-1711), la branche des Le Peletier de Rosanbo comprend, jusqu'à Louis V évoqué plus haut :
- Louis II Le Peletier (1662-1730), marié en 1688 avec Geneviève-Josèphe du Coskaër de Rosanbo (-1693) - Louis XIV autorise Louis à relever le nom de Rosanbo et à porter le titre de marquis - ; et en 1694 avec Charlotte-Henriette Lépinette-Le Mairat (1677-1738). Carrière : avocat du roi au Châtelet (1684) ; premier président (1707-1712).
- Louis III Le Peletier de Rosanbo (1690-1770), marié en 1717 avec Thérèse Hennequin d'Ecquevilly (1688-1746). Carrière : avocat du roi au Châtelet ; premier président (1736-1743).
- Louis IV Le Peletier de Rosanbo (1717-1760), marié en 1738 avec Marie-Claire-Aimée de Mesgrigny d'Aunay (1718-1761), arrière-petite-fille du maréchal de Vauban qui lui apporta en dot l'hôtel particulier de la rue Jacob (actuel no 56). Carrière : président à mortier (1736).
- Louis V Le Peletier de Rosanbo (né en 1747, guillotiné le 21 avril 1794), marié en 1769 avec Marguerite de Lamoignon de Malesherbes (née en 1756, guillotinée le 22 avril 1794), fille de Chrétien Guillaume de Lamoignon de Malesherbes - ministre de Louis XVI, puis défenseur de celui-ci lors de son procès révolutionnaire, guillotiné le 22 avril 1794 - ; président à mortier au parlement de Paris (1765).

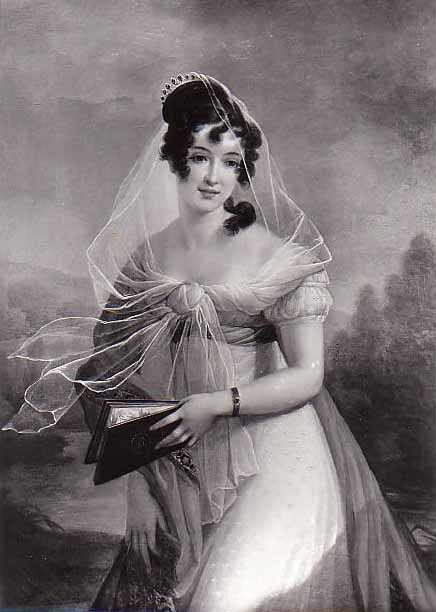
Henriette Geneviève d'Andlau (1774-1826), Élisabeth Vigée Le Brun.

Les trois enfants de Louis V et de Marguerite furent :
- Aline, épouse de Jean-Baptiste de Chateaubriand - frère de l'écrivain - et guillotinée en même temps que son mari, ses parents et Malesherbes, le 22 avril 1794 ;
- Louise-Madeleine, épouse d'Hervé Clérel, comte de Tocqueville, et mère d'Alexis de Tocqueville ;
- Louis VI Le Peletier, marquis de Rosanbo (né le 23 juin 1777, mort le 30 septembre 1856), fils de Louis V, marié en 1798 à Geneviève Henriette d'Andlau (1774-1826) ; pair de France (1815-1830). Dont :
  - Louis, dit Ludovic Le Peletier (1800-1862), marquis de Rosanbo, marié en 1825 avec Élisabeth (1804-1836), dame pour accompagner la duchesse de Berry (1830), fille de Charles de Mesnard.
  - Marie Le Peletier de Rosanbo (1802-1835), épouse de Charles Marie de Mac-Mahon (1793-1845) (frère du président Patrice de Mac Mahon)

Autres :
- Raymond Le Peletier de Rosanbo (1864-1916), officier de cavalerie, député des Côtes-du-Nord de 1903 à 1910.

Les papiers personnels de la famille Le Peletier sont conservés aux Archives nationales sous la cote 259AP. Ils sont consultables sous forme de microfilms.

### Branche Le Peletier d'Aunay
- Charles-Louis-David Le Peletier, comte d'Aunay (1750-1831), marié en 1772 à Élisabeth-Flavie de Chastenet de Puységur. Maréchal de camp en octobre 1789, il commanda le régiment de cavalerie, le régiment Colonel Général Cavalerie, jusqu'au 25 juillet 1791.
- Louis-Honoré-Félix Le Peletier, baron d'Aunay (1782-1855), baron d'Empire (1809), député de Seine-et-Oise (1827-1848, 1849-1851), vice-président de la Chambre (1845),
- Louis-Étienne-Hector Le Peletier, comte d'Aunay (1777-1851), frère du précédent ; député de la Nièvre (1830-1837).
- Honoré-Joseph-Octave Le Peletier, comte d'Aunay (1816-1899), fils du précédent ; conseiller d'État, député de la Nièvre (1852-1870, 1876-1881).
- Charles-Marie-Stephen Le Peletier, comte d'Aunay (1840-1918), sénateur de la Nièvre (1898-1918), ministre plénipotentiaire à Stockholm (1883), ministre plénpotentiaire en Égypte (1885), ministre plénipotentiaire de 1re classe à Copenhague de 1891 à 1894; et enfin ambassadeur à Berne (1907 à 1911).

## Possessions
- Château de Rosanbo

## Édifices et rues
- La rue Le Peletier porte le nom de Louis Le Peletier de Mortefontaine, avant-dernier prévôt des marchands de Paris (1784-1789), en fonction lors de l'ouverture de la rue, en 1786. D'où :
  - L'Opéra Le Peletier fut l'opéra de Paris pendant plus d'un demi-siècle (1821-1873). Il était situé 12, rue Le Peletier.
  - La station Le Peletier est une station de métro de Paris voisine de la rue Le Peletier.
- La station St Fargeau est une station de métro de Paris.